# Julian Mandel
Julian Mandel, Julien Mandel, właśc. Julien Mandel Mandelbaum (ur. 1893 – zm. 1961 w Brazylii) – popularny paryski fotografik pochodzenia polsko-żydowskiego. Wychowywał się w Alzacji, następnie prowadził własne studio w Paryżu, w 1935 roku wyemigrował do Brazylii, gdzie nadal pracował jako fotograf i producent filmowy.
Był jednym z najbardziej znanych fotografów komercyjnych dwudziestolecia XX wieku, którego specjalnością były kobiece akty. Po raz pierwszy nazwisko to pojawiło się na fotografii opublikowanej w 1910 roku w Paryżu. W latach 20. i 30. XX wieku fotografie Juliana Mandela były wydawane przez znane firmy wydawnicze tj.: Armand Noyer, Les Studios, PC Paris, Neue Gesellschaft Photographische. W tamtych czasach rzadko nazwisko fotografa było umieszczane na pierwszej stronie fotografii. Julian Mandel był jednym z nielicznych fotografów, którego większość zdjęć była w ten sposób podpisana (J. Mandel). Nagie zdjęcia jego autorstwa były sprzedawane w bardzo dużych nakładach w formacie kart pocztowych, którymi w rzeczywistości nie były. Rozmiarem taki posługiwano się, aby fotografie mogły mieścić się w kieszeniach lub służyć jako zakładka do książek. 
Znawcy fotografiki łączą sposób przedstawiania modeli praktykowany przez Juliana Mandela z osobą Juliana Walerego, który również był znanym i cenionym fotografem paryskim.
Julian Mandel przedstawiał modelki w sposób klasyczny, postacie charakteryzowały się jasną, wręcz alabastrową cerą, której nieskazitelność podkreślało użycie wzorzystego tła. Fotografował zarówno w studio i na zewnątrz, operował oświetleniem, którego używał do zaakcentowania kontrastów, tworzonych przez światło, a nie przez cień, co było wówczas powszechne. Jedną z jego modelek była Kiki de Montparnasse.